# Kytösaari (halvö mellan Honkanen och Lohijärvi)
Kytösaari är en halvö som skiljer sjöarna Honkanen och Lohijärvi från varandra. Den ligger i kommunen Nyslott och landskapet Södra Savolax, i den sydöstra delen av Finland, 260 km nordost om huvudstaden Helsingfors. Arean är omkring 60 hektar.